# Шмидт, Пауль Фердинанд
Пауль Фердинанд Шмидт (нем. Paul Ferdinand Schmidt; 7 апреля 1878, Голдап, Восточная Пруссия — 16 октября 1955, Зигсдорф, Верхняя Бавария) — немецкий историк искусства, художественный критик, специалист музейного дела и публицист, внёсший важный вклад в популяризацию современного искусства в Германии.

## Биография
Шмидт вначале изучал право, но затем увлёкся историей искусств, которую изучал в университетах Мюнхена и Парижа. Он защитил докторскую диссертацию по истории монастырской церкви Маульбронн вместе с Георгом Дехио в Страсбурге, и был волонтёром в берлинских музеях, в том числе в музее кайзера Фридриха. Затем Шмидт был назначен хранителем муниципальных коллекций произведений искусства в Магдебурге, но не смог реализовать собственные идеи и вскоре подал в отставку. В Магдебурге известный архитектор Генрих Тессенов построил специально для Шмидта «Дом волка» (Haus zum Wolf).
В 1908 году Шмидт впервые познакомился с молодыми художниками группы «Мост» и стал «поддерживающим членом» объединения. В октябре 1912 года он открыл художественный магазин в Мюнхене, где впервые показал работы молодых экспрессионистов Эрнстa Людвигa Кирхнерa, и Эмиля Нольде. При поддержке Фрица Вихерта в Мангейме Пауля Шмидта пригласили преподавать искусство в технических училищах Оффенбаха. С началом в 1914 году Первой мировой войны преподавание прекратилось, и Шмидту пришлось довольствоваться случайными заработками.
После войны, в 1919 году он стал директором отдела современного искусства Дрезденского городского музея. Однако поддерживаемая Шмидтом прогрессивная политика закупок привела в 1924 году к его увольнению.
В 1924 году Шмидт переехал в Берлин и присоединился к издательству Erich Reiss Verlag. Он публиковал обзоры выставок и литературы в тематических разделах многих ежедневных газет, таких как: Frankfurter Zeitung, Hamburgischer Correspondent, Hannoverscher Kurier, Königsberger Allgemeine Zeitung, Magdeburgische Zeitung, Der Tag, Vorwärts.
Как историк искусства, он предпочитал немецкую романтическую живопись и живопись бидермайера. Помимо книг, он регулярно публиковал статьи в специализированных и популярных журналах своего времени: Cicerone, Die Horen, Kunst für alle, Deutsche Kunst und Dekoration, Die neue Kunst in Deutschland, Kunstgewerbeblatt, Monatshefte für Kunstwissenschaft, Kunst der Nation, Kunst der Zeit, Kunst und Künstler, Das Kunstblatt, Kunstchronik и других.
Шмидт также написал множество статей для знаменитого «Всеобщего лексикона художников изобразительного искусства» Ульриха Тиме и Феликса Беккера (Allgemeines Lexikon der bildenden Künstler von der Antike bis zur Gegenwart. — E.A. Leipzig, 1899), особенно о живописцах XIX века, в том числе о Карле Филиппе Форе и Адаме Фридрихе Озере.
Джон Шиковски нанял его для текущих репортажей о современном искусстве. Шмидт был одним из отважных искусствоведов и журналистов, которые пытались продолжать писать о новом искусстве, прежде всего об экспрессионизме, даже после того, как к власти в Германии пришли национал-социалисты. Под псевдонимом «Ф. Пауль» Шмидт опубликовал в журнале «Kunst der Nation» серию очерков, в том числе об Августе Маке и Эмиле Нольде. Однако всё это закончилось в 1937 году устроенной нацистами выставкой Дегенеративное искусство, на которой были осмеяны произведения немецких экспрессионистов, в том числе Маке и Нольде.
От хаоса войны Шмидт бежал на юг Германии. Хотя Шмидта можно считать одним из первых пропагандистов искусства модернизма до и после Первой мировой войны, впоследствии его имя было забыто.
Письменное наследие Шмидта хранится в Немецком художественном архиве в Германском национальном музее в Нюрнберге.

## Публикации
- Maulbronn. Die baugeschichtliche Entwicklung des Klosters im 12. und 13. Jahrhundert und sei Einfluß auf die schwäbische und fränkische Architektur. Straßburg: Heitz 1903.
- Frankfurt am Main. Buchschmuck von L. Pollitzer. Leipzig: Klinkhardt & Biermann: 1906.
- Der Dom zu Magdeburg. Ein kurzer Führer durch seine Architektur, Plastik und dekorative Kunst. Magdeburg: Peters 1911.
- Das Leben des Malers Karl Fohr. Berlin: Furche-Verlag 1918.
- Joseph von Führichs religiöse Kunst. Hrsg. Und mit einer Einführung von Paul Ferdinand Schmidt, Furche Kunstgaben. Berlin: Furche-Verlag 1920.
- Herausgeber: Otto Dix. Radierwerke I und II. Dresden 1921.
- Herausgeber: Künstler der Gegenwart, Buchreihe mit vier Beiträgen. Dresden: R. Kaemmerer Verlag 1921/22.
- Biedermeiermalerei. Zur Geschichte und Geistigkeit der deutschen Malerei in der ersten Hälfte des 19. Jahrhunderts. München: Delphin 1921.
- Gessner. Der Meister der Idylle. Kleine Delphin Kunstbücher, Folge 4.19. München: Delphin 1921.
- Deutsche Malerei um 1800. Band 1: Landschaftsmalerei von 1750—1830. München: Piper 1922.
- Johann Caspar Schneider. Ein Mainzer Maler. Von Elsa Neugarten, nach ihrem Tode hrsg. von Paul Ferdinand Schmidt. Mainz 1922.
- Die Kunst der Gegenwart. Die sechs Bücher der Kunst. Band 6. Berlin-Babelsberg: Akademische Verlagsgesellschaft Athenaion ohne Jahr [1922, Neuauflage 1926]
- Otto Dix. Köln: Neue Kunst ohne Jahr [1923]
- Philipp Otto Runge. Reihe: Deutsche Meister. Leipzig: Insel 1923.
- Die Lukasbrüder. Der Overbecksche Kreis und seine Erneuerung der religiösen Malerei. Berlin: Furche Kunstverlag 1924.
- Alfred Kubin. Mit einer Selbstbiographie des Künstlers. Leipzig: Klinkhardt & Biermann 1924.
- Deutsche Malerei um 1800. Band 2: Bildnis und Komposition vom Rokoko bis zu Cornelius. München: Piper 1928.
- Alfred Kubin. Ausstellungskatalog Moderne Galerie Wertheim, April-Mai. Berlin: Globushaus 1929.
- Emil Nolde. Leipzig: Klinkhardt & Biermann 1929.
- Otto Müller. Das graphische Werk. Ausstellungskatalog Berlin 1931.
- Unsentimentale Reisen. Einundzwanzig Reise-Essays. Wiesentheid, Unterfranken: Droemer 1949.
- Lebenslauf. Ohne Ort (Siegsdorf), ohne Jahr (1953)
- Geschichte der modernen Malerei. Stuttgart: Kohlhammer 1952 (mehrere, erweiterte Auflagen)
- Wanderungen in Deutschland und ein Blick über seine Grenzen. Stuttgart: Kohlhammer 1953.